# 독일계 뉴질랜드인
독일계 뉴질랜드인(독일어: Deutsch-Neuseeländer 마오리어: Tāngata Aremania o Aotearoa)은 뉴질랜드인 중 독일 혈통을 가진 뉴질랜드 거주자를 말한다. 이들은 혈통 면에서 뉴질랜드인의 상당 부분을 차지하며, 2000년대 추정치에 따르면 약 20만 명(인구의 약 5%)이 적어도 부분적으로 독일 혈통을 가지고 있다. 뉴질랜드의 독일계 이민자 공동체는 뉴질랜드의 최근 유럽 이민자 집단 중 가장 큰 규모를 이루며, 2013년 인구조사에서는 12,810명에 달했다. 2013년 인구조사에서 36,642명의 뉴질랜드인이 독일어를 구사하여, 독일어는 뉴질랜드에서 일곱 번째로 많이 사용되는 언어가 되었다.
독일인들은 1840년대에 처음으로 뉴질랜드로 이민 오기 시작했다. 1843년부터 1914년 사이에 약 10,000명이 주로 북독일에서, 또한 프로이센, 주데텐란트, 보헤미아에서 도착했다. 뉴질랜드를 탐험한 최초의 독일계 인물 중 한 명은 용병 구스타부스 폰 템스키였는데, 그는 뉴질랜드 전쟁 중 무력 충돌로 사망했다. 1840년대부터 1860년대까지 독일 이민자들은 여러 농촌 공동체를 설립했다. 란차우(현 홉)는 태즈먼 지방의 여러 독일계 정착지 중 하나로, 정착민들이 과수원과 포도밭을 조성했다. 보헤미아 독일인들이 건설한 푸호이는 오클랜드 북쪽에 위치한 정착지로, 달마티아 정착지인 다가빌과 경계를 이루었으며, 독일인들은 카우리 고무 무역을 놓고 경쟁했다.
20세기에는 두 차례의 세계 대전과 뉴질랜드의 독일령 사모아 점령으로 독일과의 관계가 두 차례 손상되었다. 오늘날 뉴질랜드와 독일은 강력한 관계를 유지하고 있으며, 일, 이민, 관광을 위해 양국 간에 빈번한 인구 이동이 이루어지고 있다. 오늘날 주로 웰링턴과 오클랜드에 거주하는 많은 독일 이민자들은 전통적인 크리스마스 시장과 어학 수업, 그리고 옥토버페스트를 개최한다.

## 인구 통계
2013년 인구조사에서 독일에 조상을 둔 뉴질랜드 거주자는 12,810명으로 집계되었다. 이 수치는 단순히 "뉴질랜드인"으로 자신의 조상을 선택한 독일계 사람들을 포함하지 않는다. 오늘날 독일계 혈통을 가진 뉴질랜드인의 수는 약 200,000명(인구의 5%)으로 추정된다. 많은 독일계 뉴질랜드인들은 제1차 세계 대전과 제2차 세계 대전으로 인해 조장된 독일인에 대한 부정적인 인식 때문에 20세기 동안 자신들의 이름을 영문화했다.
2018년 뉴질랜드 인구조사에서 16,818명이 독일 민족 집단의 일원이라고 밝혔으며, 이는 뉴질랜드 인구의 0.36%를 차지한다. 이는 2013년 인구조사 이후 4,008명(31.3%) 증가한 것이며, 2006년 인구조사 이후 5,901명(54.1%) 증가한 것이다. 2013년과 2018년 인구조사 사이의 증가분 중 일부는 뉴질랜드 통계청이 미응답자 수를 줄이기 위해 다른 출처(이전 인구조사, 행정 데이터, 귀납적 추정)에서 얻은 민족성 데이터를 2018년 인구조사 데이터에 추가했기 때문이다.
남성은 7,125명, 여성은 9,693명으로, 성비는 여성 1명당 남성 0.735명이었다. 중간 연령은 뉴질랜드 전체의 37.4세에 비해 33.0세였다. 3,273명(19.5%)은 15세 미만이었고, 4,209명(25.0%)은 15세에서 29세 사이였으며, 8,067명(48.0%)은 30세에서 64세 사이였고, 1,269명(8.5%)은 65세 이상이었다.

## 관광
뉴질랜드는 오랫동안 독일인 배낭여행객과 학생들에게 인기 있는 목적지였다.

## 독일계 뉴질랜드 문화
독일 문화원은 뉴질랜드에서 활동하며 웰링턴에 지부가 있다.

## 저명한 독일계 뉴질랜드인
- 미칼라 바나스 (1978년생), 배우 겸 가수
- 모턴 쿠츠 (1904년–2004년), 발명가
- 러셀 크로 (1964년생), 배우
- 크리스천 컬런 (1976년생), 럭비 유니언 선수
- 김 닷컴 (1974년생), 인터넷 기업가, 사업가, 음악가, 정당 창립자
- 마리아 드론케 (1904년–1987년) 배우, 드라마 제작자, 교사
- 토머스 아이헬바움 (1931년–2018년), 제11대 뉴질랜드 대법원장
- 빌리 펠스 (1858년–1946년), 상인, 수집가, 자선사업가[10]
- 칼 피셔 (1893년 사망), 의사, 동종요법사, 포도 재배자[11]
- 칼 프리치 (1963년생) 현대 보석 세공인
- 리처드 푸흐스 (1887년–1947년), 작곡가 겸 건축가
- 루돌프 고파스 (1913년–1983년) 예술가 겸 미술 교사[12]
- 아웬 구텐바일 (1976년생), 럭비 리그 선수
- 율리우스 폰 하스트 (1822년–1887년), 지질학자이자 캔터베리 박물관 설립자[13]
- 벤딕스 할렌스타인 (1835년–1905년) 상인, 정치가, 제조업자, 뉴질랜드 의회 의원[14]
- 올리 하더 (1986년생), 축구 코치[15]
- 루이스 호톱 (c. 1844년–1922년), 약사, 정치인, 식목일 지지자
- 게르하르트 후쉬어 (1864년–1954년), 담배 재배자 겸 가공업자, 산업가, 자선사업가[16]
- 하워드 키펜버거 (1897년–1957년), 소장
- 찰스 켈링 (1818년–1898년), 이민 대리인, 농부, 지역사회 지도자[17]
- 페도르 켈링 (1820년–1909년), 뉴질랜드 의회 의원; 찰스 켈링의 형제[18]
- 잔드로 코프 (1978년생), 현재 스코틀랜드에 거주하는 시각 예술가[19]
- 조시 크론펠트 (1971년생), TV 진행자 겸 럭비 유니언 선수
- 데이비드 롱이 (1942년–2005년), 제32대 뉴질랜드 총리
- 피터 문츠 (1921년–2006년), 철학자 겸 역사가
- 오스카르 나츠카 (1912년–1951년), 오페라 가수
- 아널드 노드메이어 (1901년–1989년), 뉴질랜드 의회 의원
- 윌리엄 오트 (1872년–1951년), 제28대 인버카길 시장
- 이브 풀 (1924년–1992년), 제41대 인버카길 시장
- 빅토리아 슈미트, 배우
- 구스타부스 폰 템스키 (1828년–1868년), 모험가 겸 군인
- 칼 어번 (1972년생), 배우
- 조지 윌리엄 폰 체들리츠 (1871년–1949년), 빅토리아 대학교 웰링턴 (당시 빅토리아 칼리지) 현대 언어 교수[20]
- 요한 월러스 (1811년–1885년), 루터교 선교사[21]

## 같이 보기
- 유럽계 뉴질랜드인
- 오세아니아의 유럽인
- 48인
- 독일계 오스트레일리아인
- 독일-뉴질랜드 관계
- 오스트레일리아 및 뉴질랜드 루터교회 역사
- 뉴질랜드로의 이민
- 오스트레일리아 및 뉴질랜드 루터교회
- 파케하

## 내용주
1. ↑  독일에 대한 다양한 마오리어 단어에는 티아마나, 하메네, 아레마니아, 하마니, 티아마니가 있다. 아레마니아(프랑스어 알레마뉴를 이전부터 채택한 것)를 제외하고는 모두 영어 외래어의 음역이다.